# Ендрю Вілліс (плавець)
Ендрю Вілліс (англ. Andrew Willis; нар.  3 грудня 1990) — британський плавець.
Учасник Олімпійських Ігор 2012, 2016 років.
Призер Чемпіонату світу з плавання на короткій воді 2016 року.
Призер Чемпіонату Європи з плавання на короткій воді 2015 року.
Призер Ігор Співдружності 2014 року.